# Serge Pauwels
Serge Pauwels (Lier, 21 november 1983) is een voormalig Belgisch wielrenner, beroeps van 2005 tot 2020.

## Carrière
Serge Pauwels voltooide in 2001 de richting Wetenschappen-Wiskunde aan OLVE te Edegem en studeerde daarna Toegepaste Economische Wetenschappen aan de Universiteit Antwerpen. Hij combineerde zijn studies met de professionele wielersport.
Pauwels begon zijn carrière in 2004 bij het opleidingsteam van Rabobank. Vanaf 2006 kwam hij uit voor het Belgische Chocolade Jacques team. In zijn debuutjaar bij die ploeg werd hij tweede in een etappe in de Ronde van de Toekomst.
In de vijftiende rit van de Giro 2009 reed Pauwels samen met Leonardo Bertagnolli voorop in de laatste tien kilometer. Door ploegtactiek, gestuurd vanuit de volgwagen met sportbestuurder Jean-Paul van Poppel van zijn ploeg Cervélo moest Serge Pauwels zich verplicht laten uitzakken, om zijn kopman Sastre bij te staan. Die actie bleek uiteindelijk niet nodig te zijn, want Sastre zat in een gunstige positie. Uiteindelijk won Bertagnolli de rit en sprintte Pauwels in de achtervolgende groep nog naar de tweede plaats.
In 2010 en 2011 had Pauwels, in dienst van Team Sky, te maken met verschillende blessures. In 2012 kreeg hij een contract bij Omega Pharma-Quick-Step.
Bij Omega Pharma-Quick-Step behaalde hij in de Ronde van Italië een 31ste plaats en in de Ronde van Spanje een 24ste plaats.
In 2015 tekende Pauwels voor MTN-Qhubeka. Voor deze ploeg liet hij zich opvallen in de Ronde van Frankrijk 2015 in de eerste bergritten. In de eerste bergrit naar Col de la Pierre Saint-Martin eindigde hij als veertiende voor favorieten als Vincenzo Nibali en Bauke Mollema. In de tweede bergrit zat hij mee in de aanval van de dag. Hierin had hij lang uitzicht op een tweede plaats, na Rafał Majka. Uiteindelijk werd hij vierde. Ook in de Alpen was Pauwels tweemaal mee in de beslissende aanval, waardoor hij naar de top vijftien van het klassement kon doordringen. Door tijdsverlies van Warren Barguil en Geraint Thomas schoof hij nog twee plaatsen op en werd dertiende in het eindklassement.
In de Ronde van Frankrijk 2016 werd hij tweede op de Mont Ventoux achter landgenoot Thomas De Gendt.
In de wegwedstrijd op de Olympische Spelen in Rio de Janeiro eindigde Pauwels op plek 22, op ruim zes minuten van winnaar Greg Van Avermaet.
Pauwels mocht op 30 april 2017 voor het eerst het zegegebaar maken nadat hij samen met ploeggenoot Omar Fraile in de finale van de derde etappe van de Ronde van Yorkshire was weggereden en de zege cadeau kreeg. Door zijn overwinning nam hij de leiderstrui over van Caleb Ewan, waardoor Pauwels het eindklassement op zijn naam schreef.

## Belangrijke overwinningen
2007
Bergklassement Tour Down Under
2009
15e etappe Ronde van Italië na een latere declassering van de winnaar 
2012
2e etappe deel B Ronde van de Ain (ploegentijdrit)
2017
3e etappe Ronde van Yorkshire
Eindklassement Ronde van Yorkshire

## Resultaten in voornaamste wedstrijden
| Jaar | Ronde van Italië | Ronde van Frankrijk | Ronde van Spanje |
| ---- | ---------------- | ------------------- | ---------------- |
| 2006 |                  |                     |                  |
| 2007 |                  |                     |                  |
| 2008 |                  |                     |                  |
| 2009 | 33e (1)          |                     |                  |
| 2010 |                  | 106e                |                  |
| 2011 |                  |                     |                  |
| 2012 | 47e              |                     | 24e              |
| 2013 | 77e              |                     | 31e              |
| 2014 | 31e              |                     |                  |
| 2015 |                  | 13e                 |                  |
| 2016 |                  | 42e                 |                  |
| 2017 |                  | 19e                 | opgave           |
| 2018 |                  | opgave              |                  |
| 2019 |                  | 77e                 |                  |

| Jaar | Milaan-San Remo | Amstel Gold Race | Luik-Bast.‑Luik | Ronde van Lombardije | Waalse Pijl | Parijs-Tours |  | WK op de weg |  | Wereldranglijsten |
| ---- | --------------- | ---------------- | --------------- | -------------------- | ----------- | ------------ |  | ------------ |  | ----------------- |
| 2006 |                 | opgave           | 91e             |                      | 101e        | opgave       |  |              |  |                   |
| 2007 |                 | 56e              | 96e             |                      | 77e         | opgave       |  |              |  |                   |
| 2008 |                 | 68e              | 65e             |                      | 89e         | 63e          |  |              |  |                   |
| 2009 |                 | 97e              | opgave          | opgave               | 111e        |              |  |              |  | 179e (UWK)        |
| 2010 |                 |                  |                 | 24e                  |             |              |  |              |  |                   |
| 2011 |                 |                  |                 |                      |             |              |  |              |  |                   |
| 2012 |                 |                  | 67e             | opgave               |             |              |  |              |  |                   |
| 2013 |                 |                  |                 | opgave               | 95e         |              |  | 29e          |  |                   |
| 2014 |                 |                  | opgave          |                      | 93e         | 114e         |  |              |  |                   |
| 2015 | opgave          | 46e              |                 |                      | 39e         |              |  |              |  |                   |
| 2016 | opgave          | 33e              | 99e             | opgave               | 24e         |              |  |              |  | 150e (UWT)        |
| 2017 |                 | 57e              | 50e             | opgave               | 60e         |              |  |              |  | 163e (UWT)        |
| 2018 |                 | 26e              | 34e             | opgave               | 17e         |              |  | opgave       |  | 198e (UWT)        |
| 2019 |                 | 55e              | opgave          | 85e                  | 34e         |              |  |              |  |                   |

## Ploegen
- 2004 –  Rabobank GS3
- 2005 –  Rabobank Continental Team
- 2006 –  Chocolade Jacques-Topsport Vlaanderen
- 2007 –  Chocolade Jacques-Topsport Vlaanderen
- 2008 –  Topsport Vlaanderen
- 2009 –  Cervélo TestTeam
- 2010 –  Team Sky
- 2011 –  Sky ProCycling
- 2012 –  Omega Pharma-Quick-Step
- 2013 –  Omega Pharma-Quick-Step
- 2014 –  Omega Pharma-Quick-Step
- 2015 –  MTN-Qhubeka
- 2016 –  Team Dimension Data
- 2017 –  Team Dimension Data
- 2018 –  Team Dimension Data
- 2019 –  CCC Team
- 2020 –  CCC Team

Wielerploegen van Serge Pauwels
Aernouts ·
Boom ·
Clement ·
Dekker ·
Elijzen ·
Eltink ·
Groenendaal · 
Heijboer ·
Kohl ·
de Knegt (tot 28/02) ·
de Kort ·
de Maar ·
Nys ·
Pauwels ·
Posthuma (tot 16/05) ·
Reus ·
Stamsnijder ·
Sutherland ·
Vastaranta
Aernouts ·
Boom ·
Clement ·
Dekkers ·
F. van Dulmen ·
T. van Dulmen ·
Elijzen ·
Groenendaal · 
Heijboer ·
de Knegt (tot 28/02) ·
Kozontsjoek ·
Leezer ·
de Maar ·
Nys ·
Pauwels ·
Reus ·
Stamsnijder ·
Vanthourenhout ·
van der Velde · 

van der Ven ·
Veelers ·
Walker
Barbé · Belaey · Caethoven · D'Hollander · De Fauw · Dehaes · De Schrooder · Eeckhout · Ghyllebert · Gilmore · Hovelijnck · Huysmans · Keisse · Lisabeth · Pauwels · Renders · Stubbe · Van Der Linden · Van Mechelen · Vanheule · Verbist · Veuchelen · Willems · Wynants · Maes (stagiair)
Barbé · Caethoven · Coenen · D'Hollander · De Fauw · De Ketele · Dehaes · De Schrooder · Eeckhout · Ghyllebert · Gilmore · Hovelijnck · Keisse · Lisabeth · Maes · Pauwels · Renders · Schets · Stubbe · Van Der Linden · Vanendert · Vanheule · Verbist · Veuchelen
Barbé · Coenen · De Ketele · Dehaes · Eeckhout · Ghyllebert · Goddaert · Hovelijnck · Ingels · Keisse · Maes · Neyens · Nolf · Pauwels · Renders · Schets · Van Hecke · Vandewalle · Vanheule · Vanspeybrouck · Verbist · Veuchelen · Bakelants (stagiair)
Cuesta · Deignan · Fleeman · Florencio · Gerrans · Gómez Marchante · Hammond · Haussler · Hoestov · Hunt · Hushovd · King · Klier · Konovalovas · Lancaster · Lloyd · Novoa · Pauwels · Pujol · Rasch · Reimer · Rollin · Roulston · Sastre · Wyss · Appollonio (stagiair)
Arvesen ·
Augustyn ·
Barry ·
Boasson Hagen ·
Calzati ·
Carlström ·
Cioni ·
Cummings · 
Downing ·
Flecha ·
Froome ·
Gerrans ·
Hayman ·
Henderson ·
Kennaugh ·
Löfkvist ·
Nordhaug ·
Pauwels ·
Portal ·
Possoni ·
Stannard ·
Sutton ·
Swift ·
Thomas ·
Viganò ·
Wiggins
Appollonio ·
Arvesen ·
Augustyn ·
Barry ·
Boasson Hagen ·
Carlström ·
Cioni ·
Cummings · 
Downing ·
Dowsett ·
Flecha ·
Froome ·
Gerrans ·
Hayman ·
Henderson ·
Hunt ·
Kennaugh ·
Knees ·
Löfkvist ·
Nordhaug ·
Pauwels ·
Possoni ·
Rogers ·
Stannard ·
Sutton ·
Swift ·
Thomas ·
Urán ·
Wiggins ·
Zandio ·
Puccio (stagiair)
Bandiera · Boonen · Brammeier · Cataldo · Chavanel · Chicchi · Ciolek · De Weert · Devenyns · Fenn · Gołaś · Grabsch · Keisse · Kwiatkowski · Leipheimer · Maes · Martin     · Pauwels · Pineau · Raboň · Steegmans · Štybar · Terpstra · Trentin · Vandenbergh · Vandewalle · Van Keirsbulck · P. Velits · M. Velits · Vermote · Hoorne (stagiair) · Sénéchal (stagiair)
Alaphilippe · Bakelants · Boonen · Brambilla · Cavendish · De Gendt · De Weert · Fenn · Gołaś · Keisse · Kwiatkowski  · Maes · Martin   · Meersman · Pauwels · Petacchi · Poels · Renshaw · Serry · Steegmans · Štybar · Terpstra · Trentin · Urán · Vakoč · Vandenbergh · Van Keirsbulck · M. Velits · Vermote · Verona
Berhane · Boasson Hagen · Bos · Brammeier · Ciolek · Cummings · Dougall · Farrar · Goss · R.Janse van Rensburg · J.Janse van Rensburg · Jim · Kudus · Meintjes · Niyonshuti · Pauwels · Reguigui · Sbaragli · Stauff · Teklehaimanot · Thomson · van Zyl · Venter · Julius (stagiair)
Antón · Berhane · Boasson Hagen · Bos · Brammeier · Cavendish · Cummings · Debesay · Dougall · Eisel · Farrar · Fraile · Haas · J.Janse van Rensburg · R.Janse van Rensburg · Jim · Kudus · Meyer · Niyonshuti · Pauwels · Reguigui · Renshaw · Sbaragli · Siwtsow · Teklehaimanot · Thomson · Venter · van Zyl · Eyob (stagiair) · Gebreigzabhier (stagiair) · Gibbons (stagiair)
Antón · Berhane · Boasson Hagen · Cavendish · Cummings · Debesay · Dougall · Eisel · Farrar · Fraile · Gibbons · Haas · J. Janse van Rensburg · R. Janse van Rensburg · King · Kudus · Morton · Niyonshuti · O'Connor · Pauwels · Reguigui · Renshaw · Sbaragli · Teklehaimanot · Thomson · Thwaites · Venter · van Zyl · Dlamini (stagiair) · Eyob (stagiair) · Gebreigzabhier (stagiair)
Antón · Berhane · Boasson Hagen · Cavendish · Cummings · Davies · Debesay · Dlamini · Dougall · Eisel · Gebreigzabhier · Gibbons · J. Janse van Rensburg · R. Janse van Rensburg · King · Kudus · Meintjes · Morton · O'Connor · Pauwels · Renshaw · Slagter · Thomson · Thwaites · Venter · Vermote · van Zyl
Antunes · Barta · Bernas · Bevin · Černý · ten Dam · De Marchi · Geschke · Gradek · Koch · Mareczko · Owsian · de la Parte · Pauwels · Rosskopf · Sajnok · Schär · Van Avermaet  · Van Hoecke · Van Hooydonck · Van Keirsbulck · Ventoso · Wiśniowski · Zoidl
Barta · Bevin · Černý · De la Parte · De Marchi · Geschke · Gradek · Hirt · Koch · Kotsjetkov · Mareczko · Masnada · Małecki · Paluta · Pauwels · Rosskopf · Sajnok · Schär · Trentin · Valter · Van Avermaet  · Van Hoecke · Van Hooydonck · Van Keirsbulck · Ventoso · Wiśniowski · Zakarin · Zimmermann